# FIBA European Champions Cup 1985-1986
La Coppa dei Campioni 1985-1986 di pallacanestro maschile venne vinta, per il secondo anno consecutivo, dal Cibona Zagabria.
Hanno preso parte alla competizione 25 squadre. Le squadre giocarono due turni iniziali ad eliminazione diretta con gare di andate e ritorno (e somma dei punti), prevendo una fase a gruppi valevole per la qualificazioni alla finale, cui accedevano le prime due classificate. La finale è stata organizzata a Budapest.

## Risultati

### Turno preliminare
Le gare del primo turno preliminare sono state giocate il 19 e il 26 settembre 1985.
| Team #1          | Agg.      | Team #2        | Andata | Ritorno |
| ---------------- | --------- | -------------- | ------ | ------- |
| Partizani Tirana | 162 - 175 | Aris Salonicco | 81-95  | 81-80   |

### Ottavi di finale
Le gare di ottavi di finale sono state giocate il 3 e il 10 ottobre 1985.
| Team #1                 | Agg.      | Team #2            | Andata | Ritorno |
| ----------------------- | --------- | ------------------ | ------ | ------- |
| Neptune Cork            | 178 - 181 | Klosterneuburg     | 84-99  | 94-83   |
| Galatasaray             | 203 - 231 | Cibona Zagabria    | 97-110 | 106-121 |
| Honvéd                  | 151 - 162 | Fribourg Olympic   | 84-80  | 67-82   |
| Real Madrid             | 151 - 137 | Murray Edinburgh   | 75-65  | 76-72   |
| Solna IF                | 182 - 201 | EBBC Den Bosch     | 95-93  | 87-108  |
| Kingston Londra         | 185 - 232 | Maccabi Tel-Aviv   | 93-112 | 92-120  |
| AEL Limassol            | 113 - 202 | Academic Varna     | 49-121 | 64-81   |
| Inter Bratislava        | 167 - 229 | Žalgiris Kaunas    | 97-123 | 70-106  |
| Helsingin NMKY          | 183 - 166 | Zagłębie Sosnowiec | 91-81  | 92-85   |
| Simac Milano            | 233 - 122 | T71 Dudelange      | 116-48 | 117-74  |
| Bayer Giants Leverkusen | 148 - 182 | Aris Salonicco     | 76-93  | 72-89   |
| Limoges CSP             | 177 - 171 | Ostenda            | 87-78  | 90-93   |

### Quarti di finale
Le gare dei quarti di finale sono state giocate il 31 ottobre e il 7 novembre 1985.
| Team #1          | Agg.      | Team #2          | Andata | Ritorno |
| ---------------- | --------- | ---------------- | ------ | ------- |
| Klosterneuburg   | 153 - 183 | Cibona Zagabria  | 83-98  | 70-85   |
| Fribourg Olympic | 149 - 173 | Real Madrid      | 68-84  | 81-89   |
| EBBC Den Bosch   | 181 - 216 | Maccabi Tel-Aviv | 95-113 | 86-103  |
| Academic Varna   | 152 - 222 | Žalgiris Kaunas  | 87-125 | 65-97   |
| Helsingin NMKY   | 182 - 207 | Simac Milano     | 92-106 | 90-101  |
| Aris Salonicco   | 176 - 186 | Limoges CSP      | 89-81  | 87-105  |

### Semifinali
|    | Squadra          | G  | V | P | PF  | PS   | Dif  | P.ti |
| -- | ---------------- | -- | - | - | --- | ---- | ---- | ---- |
| 1. | Cibona Zagabria  | 10 | 7 | 3 | 977 | 933  | +44  | 17   |
| 2. | Žalgiris Kaunas  | 10 | 7 | 3 | 931 | 915  | +16  | 17   |
| 3. | Simac Milano     | 10 | 6 | 4 | 881 | 837  | +44  | 16   |
| 4. | Real Madrid      | 10 | 5 | 5 | 944 | 906  | +38  | 15   |
| 5. | Maccabi Tel-Aviv | 10 | 4 | 6 | 907 | 946  | -39  | 14   |
| 6. | Limoges CSP      | 10 | 1 | 9 | 910 | 1013 | -103 | 11   |

|  | Qualificate alle semifinali |
|  | Eliminata                   |

### Finale
| Team #1         | Agg.    | Team #2         |
| --------------- | ------- | --------------- |
| Cibona Zagabria | 94 - 82 | Žalgiris Kaunas |

| Coppa dei Campioni 1985-1986 |
| ---------------------------- |
| Cibona Zagabria 2º titolo    |

## Formazione vincitrice
| N° | Naz.                  | Ruolo | Sportivo          |  | Alt. |  |
| -- | --------------------- | ----- | ----------------- |  | ---- |  |
| 4  | Jugoslavia (bandiera) | AG    | Mihovil Nakić     |  |      |  |
| 5  | Jugoslavia (bandiera) | P     | Aza Petrović      |  |      |  |
| 6  | Jugoslavia (bandiera) | P     | Adnan Bečić       |  |      |  |
| 7  | Jugoslavia (bandiera) | A     | Zoran Čutura      |  |      |  |
| 8  | Jugoslavia (bandiera) | P     | Damir Pavličević  |  |      |  |
| 9  | Jugoslavia (bandiera) | C     | Ivan Šoštarec     |  |      |  |
| 10 | Jugoslavia (bandiera) | G     | Dražen Petrović   |  |      |  |
| 11 | Jugoslavia (bandiera) | AP    | Danko Cvjetićanin |  |      |  |
| 12 | Jugoslavia (bandiera) | C     | Branko Vukičević  |  |      |  |
| 13 | Jugoslavia (bandiera) | A     | Sven Ušić         |  |      |  |
| 14 | Jugoslavia (bandiera) | G     | Dražen Anzulović  |  |      |  |
| 15 | Jugoslavia (bandiera) | C     | Franjo Arapović   |  |      |  |
|    | Jugoslavia (bandiera) | AP    | Ivo Nakić         |  |      |  |
|    | Jugoslavia (bandiera) | C     | Nebojša Razić     |  |      |  |
|    | Jugoslavia (bandiera) | All.  | Željko Pavličević |  |      |  |